# Antonov (vállalat)
Az Antonov, korábban ANTK Antonov (ukránul: АНТК ім. Антонова), teljes nevén Antonov Repülési Tudományos-műszaki Komplexum (Авіаційний науково-технічний комплекс імені Антонова [Aviacijnij naukovo-tehnyicsnij kompleksz imenyi Antonova]) Ukrajnában működő, repülőgépek fejlesztésével és gyártásával foglalkozó állami vállalat. Központja Kijevben van. A Szovjetunió idején 1946-tól OKB–153, 1952-től GSZOKB–473 jelzéssel, majd később Antonov-tervezőiroda (OKB Antonov) néven működött. 2007-től az Aviacija Ukrajini állami vállalathoz, majd annak 2008-as átalakítása és átnevezése után az Antonov Állami Repülőgépgyártó Vállalathoz tartozott. 2015 áprilisától az Ukroboronprom állami holdinghoz tartozik.

## Története
Az ANTK Antonov vállalat jogelődje az 1946. május 31-én a Szovjetunió minisztertanácsa határozata alapján a Novoszibirszki Repülőgépgyár mellett létrehozott 153. sz. Kísérleti Tervező Iroda (OKB–153) volt, melynek vezetőjévé az addig az OKB–115-nél Jakovlev helyetteseként dolgozó Oleg Antonovot nevezték ki. Ezzel egyidőben megbízták az SZH–1 típusú mezőgazdasági repülőgép tervezésével. A gép később An–2 típusjellel 1947-ben repült először. Még a novoszibirszki időszak alatt készült el az A–9 és A–10 vitorlázó repülőgépek, melyeket kis sorozatban gyártottak.
1952 nyarán a kísérleti tervezőiroda átköltözött Kijevbe, ahol azóta is működik. A tervezőiroda szállító repülőgépek fejlesztésére és gyártására specializálódott. A sorozatgyártást a tervezőiroda mellett működő Kijevi Repülőgépgyár végezte, de számos típust a Szovjetunió más gyáraiban is gyártottak. Az Antonov-típusok egyik fontos előállítójának számít a Harkivi Repülőgépgyár is.
2005-ben a repülőgép-fejlesztő és -gyártó vállalatokat egy holdingba, az Antonov Nemzeti Vállalatba vonták össze, amelyhez az ANTK Antonov vállalaton kívül a kijevi AVIANT Repülőgépgyár, a 410. sz. repülőgépgyár, Harkivi Repülőgépgyártó Vállalat is tartozik. A vállalatot 2007-ben átnevezték Aviacija Ukrajini névre, majd 2008-ban egy újabb átszervezés során kapta jelenlegi nevét, az Antonov Repülőgépgyártó Vállalat elnevezést.